# Tephritis urelliosomima
Tephritis urelliosomima
 es una especie de insecto díptero que Valery Korneyev y Dirlbek describieron científicamente por primera vez en el año 2000.
Esta especie pertenece al género Tephritis de la familia Tephritidae.